# ナイトメア☆チルドレン
『ナイトメア☆チルドレン〜NIGHTMARE☆CHILDREN〜』は藤野もやむの漫画作品。現在マッグガーデンから新装版が全5巻で刊行されている。姉妹編である「ぷりんせす☆ぶらいど☆すとーりー」についても本項で記述する。

## 概要
エニックス（現スクウェア・エニックス）刊の『月刊ガンガンWING』で1999年5月号から2001年11月号にかけて連載。いわゆる「エニックスお家騒動」で一斉に連載終了した作品の一つだが、中途半端または唐突に終了した感のある他の作品とは異なり、伏線の回収も含めて比較的まとまった形で結末を迎えている。外伝に『ぷりんせす☆ぶらいど☆すとーりー』がある。

## あらすじ
舞台には幽霊のようなナイトメアと、邪眼（イーヴル・アイ）と呼ばれる特殊能力を持った瞳の邪眼の子供（ナイトメア）の、二種類のナイトメアが存在する。クレームドゥ＝カカオは様子のおかしくなった姉を治してもらうため、なんでも屋のベルスタシオ＝イヴルに依頼する。

## 登場人物
ベルスタシオ＝イヴル
サードに住む19歳の青年。カシスの計らいでクレームドゥ家の自警団員となっており、自警団を通じて依頼を受けナイトメアとナイトメア・チルドレンを殺している。父がクレームドゥ家の自警団長であったため、幼少期をクレームドゥ家で過ごした。ソドモ（人間）を父の形見の銃で撃った時に右目に浴びた裂けるような血の熱さに意識を失い、目覚めたときには右目が邪眼となっていた。それ以来、人の心を読む能力を手にしてしまい、大勢の人がいるクレームドゥ家が耐えられずお屋敷を出る。またその銃は実戦では使えなくなったが、ナイトメアが創り出す特殊な空間を歪ませることができるようになる。右目が不透明な黒いサングラスで邪眼を隠した状態で最終話まで進むが、ナイトメアの本体であるソドモ（ナイトメア）を倒したことにより右目は元に戻り、コルクも夢から醒める。しかしそれと同時に、クレームドゥ家から逃げた状態であった彼をソドモと向き合うまで支えたカカオを失うこととなった。友人からは主に「ベル」の愛称で呼ばれる。
クレームドゥ＝カカオ
ペリドットの貿易商・クレームドゥ家の8歳の次女。概ねカカオの視点で物語は進行していく。遊び相手が姉のコルクしかいなかったため世間知らずではあるが、幼い口調は一切話さずしっかりしている。コルクの様子がおかしくなったことから、何でも屋の賞金稼ぎと噂されるベルスタシオ＝イヴルに助けを求めに行く。コルクが邪眼に関する物語や絵本を全く読み聞かせなかったため一般的に人々が知る範囲の知識さえなかったが、ベルスタシオ＝イヴルと出会い共に過ごすうちに、彼から話を聞いたり直接ナイトメアと接触したりすることにより、徐々にナイトメアと関わっていく。ナイトメアがそう呼ぶという理由で「イヴル」という自分の名前を嫌っていたベルスタシオ＝イヴルにカカオだけが呼ぶ「ベイル」という愛称をつけた。正体は、ソドモが悲しむコルクに贈り物としてナイトメアをカカオとして造り替えたもの。しかし本人にはその自覚がなく、「そんなことどうだっていいわ」とソドモに言ってのける。ベルスタシオ＝イヴルがソドモ（ナイトメア）を倒したため、他のナイトメアと共に彼女も消えることとなるが、ベルスタシオ＝イヴルやコルクといった周囲の人々に温かく切ない思い出を残していく。
クレームドゥ＝コルク
ペリドットの貿易商・クレームドゥ家の20歳の長女。ベルスタシオ＝イヴルが「この人だ」と決めた相手であり、ソドモが誰より執着する女性。カカオは彼女に似せてつくられている。街から怪我を負うソドモを連れて来てお屋敷の中でコルク、イヴル、ソドモの３人で仲良く遊んでいたが、イヴルの父（クレームドゥ家の自警団長）が任務中に邪眼の集団に殺されてしまったことによりイヴルがソドモを心の奥で警戒するようになり、徐々に３人の関係は崩れていく。そしてイヴルがカカオをさらったソドモを撃ったことにより、３人の関係は決定的に分かたれてしまう。このときから彼女は「イヴル」と呼ぶのをためらい、名前を呼ばなくなった。その後現れたカカオは本物ではなくナイトメアだということに気付いていたが、一度にたくさんのものを失った悲しみから気付かぬふりをしカカオを可愛がる。ソドモ（ナイトメア）に憑かれたため、外部からの問いかけに一切反応しなくなっていたがベルスタシオ＝イヴルがソドモを倒したため夢から醒める。目覚めた後、彼女はベルスタシオ＝イヴルを「ベイル」と呼ぶようになる。
クレームドゥ＝カシス
ペリドットの貿易商・クレームドゥ家の23歳の長男で現自警団長。ベルスタシオ＝イヴルを最もよく知る人物。狙撃の才能を幼い頃から自警団に認められ、団長（イヴルの父）が任務で席を空ける際に代理となった。お屋敷内で遊ぶソドモをその権限で害のないものと判断していたが、ソドモ（人間）がカカオをさらったため彼を撃つようにベルスタシオ＝イヴルに命じた。ベルスタシオ＝イヴルがソドモの血を浴び邪眼となった後も、それ以前と全く変わらず友人として接し、ベルスタシオ＝イヴルを深く信頼し、また彼からも深く信頼されている。常に冷静沈着で勘が良く、カカオが死んだ後に現れたカカオ（ナイトメア）を妹とは認めなかった。ベルスタシオ＝イヴルにたびたびナイトメア（・チルドレン含む）を消す仕事の依頼をしている。
クレームドゥ＝フラン
ペリドットの貿易商・クレームドゥ家の16歳の次男。イヴルとはコルクを挟み仲良く過ごしていたが、一般的な人々と同じくナイトメア・チルドレンに対して敵意を抱いているため、邪眼となった後はイヴルも悪者扱いするようになり、彼がお屋敷を出てサードに移住してからも彼を気にかけるカシスを、クレームドゥ家を汚していると非難する。カシスと違い、カカオを妹として接していた。
タイムズ＝アーリ
18歳。グルタルを相棒に歌を唄って日暮らしをしている。時たまベルスタシオ＝イヴルにナイトメアを消す依頼を持ってきている。弟のタクトをナイトメアに殺され、恨みを抱いている。
カムリ＝グルタル
17歳。アーリの相棒として芸人をし、一緒に旅をして生活している。霊感が強く、ナイトメアを直視することができる。
ナイトメア
本作には「ナイトメア」の単語が指す対象が３つ存在する。
①邪眼を生まれ持った人間。特に子供はナイトメア・チルドレンと呼ばれる。本人の意思に関わらず突然変異で生まれてくるが、見つかり次第、賞金首となったり排除の依頼がされる。
②邪眼を持ち、その能力で人間に幸せな夢を見せる代わりにその人間の命を奪う、お伽話の悪魔。現実に存在する邪眼を生まれ持った人間に対する忌避の念から創り出された架空の存在。さまざまな話があるが、最後は必ず退治される。
③ソドモ（人間）を撃ったときに飛び散った、ソドモに内包されていた幾千ものソドモの自己。彼らがお伽話のナイトメアと同様に動き出したため、自分の責任としてベルスタシオ＝イヴルが父の形見の銃で彼らを倒している。グルタルが彼らを見ることが出来ることからソドモの幽霊の類とも作品内で示唆されている。
ソドモ
11歳（当時）。邪眼の子供（ナイトメア･チルドレン）の少年で、当時はベルスタシオ＝イヴルとコルクの友達だった。その強力な能力のために暴走したために殺される。
アミエル
スカラベに住む郵便配達員。透視などの能力を持つ邪眼の子供（ナイトメア･チルドレン）で、自警団から依頼を受けたベルスタシオ＝イヴルに殺される。
センソナ
木々を操る能力を持つナイトメア･チルドレンで、弟のブルアとふたりで暮らす。村人を数多く殺したため、村人の依頼を受けたベルスタシオ＝イヴルに殺される。

## 書誌情報
- 藤野もやむ『ナイトメア・チルドレン』スクウェア・エニックス〈ガンガンWINGコミックス〉、全5巻

1. 1999年12月発売、ISBN 978-4-75-750149-2
2. 2000年9月発売、ISBN 978-4-75-750314-4
3. 2001年5月発売、ISBN 978-4-75-750462-2
4. 2001年9月発売、ISBN 978-4-75-750540-7
5. 2002年3月27日発売、ISBN 978-4-75-750644-2

- 藤野もやむ『ナイトメア・チルドレン 新装版』マッグガーデン〈BLADE COMICS〉、全5巻

1. 2008年10月10日発売、ISBN 978-4-86-127543-2
2. 2008年10月10日発売、ISBN 978-4-86-127544-9
3. 2008年11月10日発売、ISBN 978-4-86-127558-6
4. 2008年11月10日発売、ISBN 978-4-86-127559-3
5. 2008年12月10日発売、ISBN 978-4-86-127570-8

- 藤野もやむ『ぷりんせす☆ぶらいど☆すとーりー』マッグガーデン〈BLADE COMICS〉、全1巻

1. 2004年12月1日発売、ISBN 978-4-86-127100-7

## アニメ
2001年には『月刊少年ガンガン』・『月刊ガンガンWING』・『月刊Gファンタジー』・『月刊ステンシル』、4誌合同スペシャルアニメビデオにおいて3分間のスペシャルショートアニメを収録。『BUS GAMER』（峰倉かずや）、『東京アンダーグラウンド』（有楽彰展）、『E'S』（結賀さとる）のショートアニメも同時収録されている。

### キャスト
- ベルスタシオ＝イヴル：関智一
- クレームドゥ＝カカオ：小西寛子
- ナイトメア：冬馬由美
- タイムズ＝アーリ：夏樹リオ
- アミエル：折笠愛

### スタッフ
- 絵コンテ・演出：大庭秀昭
- キャラデザ・作監：渡辺信弘
- 彩色設計・色指定：阿部みゆき
- 美術：田崎万里子
- アニメーション制作：東京キッズ